# Kåtejaure (Jokkmokks socken, Lappland)
Kåtejaure är en sjö i Jokkmokks kommun i Lappland och ingår i Råneälvens huvudavrinningsområde.